# Adolf Sjödén

Adolf Sjöden, Innsbruck, ca. 1880

Adolf Sjödén (* 15. Januar 1843 in Sollefteå, Schweden; †  15. Juni 1893  in Biel, Schweiz) war ein schwedischer Harfenvirtuose.

## Leben
Der Sohn eines schwedischen Lensmannes besuchte das Gymnasium in Härnösand, wo er vom Musiklehrer Anders Sidner unterrichtet wurde. Dabei galt das besondere Augenmerk dieser Ausbildung dem Klavier- und Violinspiel. Trotz seines musikalischen Talents wollte sich Sjöden zuerst nicht zum Berufsmusiker ausbilden lassen, sondern begann in Uppsala ein Medizinstudium, das er aber später abbrach. Nach dem Abbruch des Studiums verdiente Sjöden seinen Lebensunterhalt mit musikalischen Darbietungen bei Festivitäten und Veranstaltungen, bis ihn der Konzertmeister Eduard Pratte entdeckte, der sich anbot, ihn in der Kunst des Harfenspiels zu unterweisen. Der Entschluss Sjödens, sich künftig diesem ungewöhnlichen Instrument zu widmen, wurde durch den Umstand begünstigt, dass er schon in seiner Jugendzeit in Solleftea Harfenunterricht bekommen hatte. In den folgenden Jahren konnte er seine Kenntnisse auf diesem Gebiet bedeutend erweitern. 1865 reiste Sjöden auf Anraten Prattes nach Wien, um beim Komponisten Anton Zamara die Ausbildung voranzutreiben. Der Eifer, mit der er seine musikalischen Studien betrieb, schwächte jedoch die Gesundheit des Künstlers, weshalb er des besseren Klimas wegen nach Italien reiste. 1867 erschien er  erstmals in Tirol, wo er in Bozen, Meran, Hall und Innsbruck Proben seines Könnens zum Besten gab. Ein Jahr später begab er sich nach Rom, wo er mit Franz Liszt bekannt wurde. Dieser zeigte Sjöden seine Wertschätzung, indem er für ihn mehrere Musikstücke für Harfe arrangierte. 
In den folgenden Jahren unternahm Sjöden ausgedehnte Konzertreisen, die ihn durch mehrere europäische Staaten, unter anderen auch nach Russland führten. Nach Aufenthalten in Süddeutschland und Frankreich lebte er zwei Jahre in England und Wales, wo er sich die spezielle Technik aneignete, die das Spiel mit der walisischen Tripelharfe einem Künstler abverlangt. Ein Höhepunkt seiner musikalischen Laufbahn war die Aufführung des Konzerts in B-Dur für Harfe und Orchester von Georg Friedrich Händel, der auch die königliche Familie beiwohnte. Nach diesem Auftritt sah sich der Künstler veranlasst, wegen seiner  angeschlagene Gesundheit einen Ortswechsel in eine wärmere Gegend vorzunehmen. Er reiste nach Portugal, wo er am Hofe des kunstsinnigen Königs Ludwig sein musikalisches Talent voll entfalteten konnte.
Nach einem Aufenthalt in Madeira im Winter 1872 kehrte Sjöden wieder nach Schweden zurück, wo er nach Jahren der Abwesenheit ein großes Konzert gab. Jetzt konnte er, der bisher nur im Ausland die gewünschte Anerkennung gefunden hatte, auch in den skandinavischen Ländern reüssieren.  Ab 1877 füllte er wieder die Konzertsäle in  Dänemark, Frankreich und England, vorzugsweise hielt sich der Künstler aber in Südwestdeutschland und in der Schweiz auf. Mit einem neuen Instrument, das er bei der Pariser Weltausstellung um den sagenhaften Preis von 10.000 Franken erworben hatte, erschien der Künstler im Winter 1879 zur Überraschung des Innsbrucker Publikums in der Tiroler Landeshauptstadt, wo man sich des bescheidenen und sehr umgänglichen Harfenisten zwar noch erinnerte, den man aber wegen seiner langen Abwesenheit und seines permanent schlechten Gesundheitszustandes schon für tot gehalten hatte.
Über die letzten Lebensjahre des Künstlers ist nur wenig bekannt. Kurz vor seinem Tod soll er noch mit dem Gedanken gespielt haben, eine Konzertreise nach Amerika zu unternehmen. 
Sjöden war Inhaber mehrerer Auszeichnungen, unter anderen besaß er den Bene Merenti-Orden des Regierenden Hauses Hohenzollern, den großbadischen Orden vom Zähringer Löwen und den Orden der portugiesischen Christusritter.
Er starb am 15. Juni 1893 anlässlich eines Aufenthaltes in der Schweiz im Alter von 51 Jahren.

## Varia
Nach dem Tod seines Lehrers Pratte erwarb Sjöden aus dessen Nachlass eine Pedalharfe, die der Meister anlässlich eines Aufenthaltes in Russland von Zar Nikolaus I. geschenkt bekommen hatte. Das wertvolle Instrument gelangte nach dem Ableben Sjödens an seinen Neffen, der es 1906 dem musikhistorischen Museum in Stockholm übereignete.
2017 wurde im Murberget Museum eine bisher unbekannte Transkription für die Harfe von Liszts Klavierstück Ave Maria von Arcadelt aufgefunden, die aus dem Nachlass Sjödens stammte. Bisher hatte man angenommen, dass alle Transkriptionen, die Liszt für dieses Instrument gemacht hatte, verloren sind.